# Adolf Rising
Adolf Abraham Rising, född 21 december 1866 i Stockholm, död där 28 januari 1947, var en svensk apotekare och en av grundarna till företaget Astra, som efter sammanslagning med Zeneca numera heter Astra Zeneca. 

## Biografi
Adolf Rising föddes i Maria församling, Stockholm, som son till viktualiehandlaren Carl Isaac Rising och Julia Jacobina, född Grundén. Efter studier vid Latinläroverket på Södermalm blev han apotekselev, varefter han 1886-1888 arbetade vid apoteket i Halmstad. Därefter fortsatte han sina studier vid Farmaceutiska instituet i Stockholm, där han 23 januari 1891 tog apotekarexamen. Egentligen hade han velat läsa till läkare men fadern avled tidigt, varför det saknades medel därtill. 
Efter examen fortsatte han vid sidan av sin tjänst, att under perioder studera vid Stockholms högskola och, för professor Eugen Bamberger, vid ETH Zürich, vilket han fick möjlighet till genom stipendium och privata lån. Han disputerade vid universitetet i Basel 1901. Därefter fick han tjänst vid Ciba, Gesellschaft für chemische Industrie in Basel, vid vilket han senare befordrades till vetenskaplig chef.
1908 återkom han till Sverige sedan han förordnats att yttra sig i en statlig utredning om tulltaxa. Han undervisade vid Farmaceutiska institutet från 1910 och var laborator där.
Under tiden han var verksam vid institutet började han planera att grunda en kemisk fabrik för tillverkning av läkemedel. 1913 bildade han så aktiebolaget Astra. Eftersom Sverige inte deltog i första världskriget var konkurrenssituationen mycket gynnsam, och företaget gjorde stora framsteg. Ytterligare ett företag, inom färgindustrin, bildade han 1917 med namnet Svensk färgämnesindustri ASF, men detta företag gick i likvidation 1920. Rising beviljades inte ansvarsfrihet för sitt engagemang i styrelsen.
Samma år höll Astra på att gå under, och det kunde endast räddas genom att det statliga AB Vin & spritcentralen gick in som ägare. Rising återtog dock en viss styrelse över företaget på 1930-talet, då det gick samman med ett tredje företag han grundade, AB Rila-Terapeutika.
1919 invaldes Rising som ledamot i Kungliga ingenjörsvetenskapsakademien, och blev hedersledamot där 1931. 1921-1936 drev han apoteket S:t Erik i Stockholm. Under första världskriget var han dessutom chef vid Medicinalstyrelsens byrå för läkemedelshandel.